# Speak Your Mind Tour
Speak Your Mind Tour é a terceira turnê da cantora e compositora inglesa Anne-Marie,  em suporte de seu álbum de estreia Speak Your Mind (2017). A turnê foi anunciada em Maio de 2018, de 4 de datas entre a Inglaterra e a Escócia. Datas extras foram adicionadas em Manchester, Londres e Birmingham.A turnê iniciou-se no dia 18 de agosto de 2018 no Rose Bowl em Pasadena, Estados Unidos, e concluiu-se em em 1º de setembro de 2019 no Sefton Park em Liverpool, Inglaterra.

## Datas
| Data                       | Cidade                     | País                       | Local                            |                            |                            |                            |
| Etapa 1 — América do Norte | Etapa 1 — América do Norte | Etapa 1 — América do Norte | Etapa 1 — América do Norte       | Etapa 1 — América do Norte | Etapa 1 — América do Norte | Etapa 1 — América do Norte |
| -------------------------- | -------------------------- | -------------------------- | -------------------------------- | -------------------------- | -------------------------- | -------------------------- |
| 18 de agosto de 2018       | Pasadena                   | Estados Unidos             | Rose Bowl                        |                            |                            |                            |
| 20 de agosto de 2018       | West Hollywood             | Estados Unidos             | The Roxy Theatre                 |                            |                            |                            |
| 21 de agosto de 2018       | São Francisco              | Estados Unidos             | AT&T Park                        |                            |                            |                            |
| 24 de agosto de 2018       | Portland                   | Estados Unidos             | Wonder Ballroom                  |                            |                            |                            |
| 25 de agosto de 2018       | Seattle                    | Estados Unidos             | CenturyLink Field                |                            |                            |                            |
| 29 de agosto de 2018       | Montreal                   | Canadá                     | Le Ministère                     |                            |                            |                            |
| 30 de agosto de 2018       | Toronto                    | Canadá                     | Rogers Centre                    |                            |                            |                            |
| 31 de agosto de 2018       | Toronto                    | Canadá                     | Rogers Centre                    |                            |                            |                            |
| 1 de setembro de 2018      | Detroit                    | Estados Unidos             | Saint Andrew's Hall              |                            |                            |                            |
| 6 de setembro de 2018      | St. Louis                  | Estados Unidos             | Busch Stadium                    |                            |                            |                            |
| 8 de setembro de 2018      | Detroit                    | Estados Unidos             | Ford Field                       |                            |                            |                            |
| 10 de setembro de 2018     | Colombo                    | Estados Unidos             | A and R Music Bar                |                            |                            |                            |
| 13 de setembro de 2018     | Boston                     | Estados Unidos             | Brighton Music Hall              |                            |                            |                            |
| 14 de setembro de 2018     | Foxborough                 | Estados Unidos             | Gillette Stadium                 |                            |                            |                            |
| 15 de setembro de 2018     | Foxborough                 | Estados Unidos             | Gillette Stadium                 |                            |                            |                            |
| 17 de setembro de 2018     | Nova Iorque                | Estados Unidos             | Bowery Ballroom                  |                            |                            |                            |
| 18 de setembro de 2018     | Brooklyn                   | Estados Unidos             | Rough Trade NYC                  |                            |                            |                            |
| 21 de setembro de 2018     | East Rutherford            | Estados Unidos             | MetLife Stadium                  |                            |                            |                            |
| 22 de setembro de 2018     | East Rutherford            | Estados Unidos             | MetLife Stadium                  |                            |                            |                            |
| 24 de setembro de 2018     | Chicago                    | Estados Unidos             | Lincoln Hall                     |                            |                            |                            |
| 26 de setembro de 2018     | Washington, D.C.           | Estados Unidos             | U Street Music Hall              |                            |                            |                            |
| 27 de setembro de 2018     | Filadélfia                 | Estados Unidos             | Lincoln Financial Field          |                            |                            |                            |
| 29 de setembro de 2018     | Pittsburgh                 | Estados Unidos             | PNC Park                         |                            |                            |                            |
| Etapa 2 — Oceania          |                            |                            |                                  |                            |                            |                            |
| 15 de outubro de 2018      | Sydney                     | Austrália                  | The Metro Theatre                |                            |                            |                            |
| 17 de outubro de 2018      | Melbourne                  | Austrália                  | Trak Lounge Bar                  |                            |                            |                            |
| Etapa 3 — Ásia             |                            |                            |                                  |                            |                            |                            |
| 22 de outubro de 2018      | Singapura                  | Singapura                  | Zepp@BIGBOX                      |                            |                            |                            |
| Etapa 4 — Europa           |                            |                            |                                  |                            |                            |                            |
| 19 de novembro de 2018     | Manchester                 | Inglaterra                 | Manchester Academy               |                            |                            |                            |
| 20 de novembro de 2018     | Manchester                 | Inglaterra                 | Manchester Academy               |                            |                            |                            |
| 22 de novembro de 2018     | Londres                    | Inglaterra                 | O2 Academy Brixton               |                            |                            |                            |
| 23 de novembro de 2018     | Londres                    | Inglaterra                 | O2 Academy Brixton               |                            |                            |                            |
| 25 de novembro de 2018     | Glasgow                    | Escócia                    | Barrowland Ballroom              |                            |                            |                            |
| 28 de novembro de 2018     | Birmingham                 | Inglaterra                 | O2 Academy Birmingham            |                            |                            |                            |
| 29 de novembro de 2018     | Birmingham                 | Inglaterra                 | O2 Academy Birmingham            |                            |                            |                            |
| Etapa 5 — Europa           |                            |                            |                                  |                            |                            |                            |
| 9 de março de 2019         | Londres                    | Inglaterra                 | The O2 Arena                     |                            |                            |                            |
| Etapa 6 — Oceania          |                            |                            |                                  |                            |                            |                            |
| 29 de março de 2019        | Auckland                   | Nova Zelândia              | Spark Arena                      |                            |                            |                            |
| 30 de março de 2019        | Brisbane                   | Austrália                  | Eatons Hill Hotel                |                            |                            |                            |
| 31 de março de 2019        | Sydney                     | Austrália                  | Enmore Theatre                   |                            |                            |                            |
| 2 de abril de 2019         | Melbourne                  | Austrália                  | 170 Russell                      |                            |                            |                            |
| 4 de abril de 2019         | Adelaide                   | Austrália                  | HQ                               |                            |                            |                            |
| 6 de abril de 2019         | Perth                      | Austrália                  | Metro City                       |                            |                            |                            |
| Etapa 7 — Ásia             |                            |                            |                                  |                            |                            |                            |
| 9 de abril 2019            | Singapura                  | Singapura                  | Capitol Theatre                  |                            |                            |                            |
| 13 de abril 2019           | Seul                       | Coreia do Sul              | YES 24 Live Hall                 |                            |                            |                            |
| 15 de abril 2019           | Tóquio                     | Japão                      | Liquidroom                       |                            |                            |                            |
| Etapa 8 — Europa           |                            |                            |                                  |                            |                            |                            |
| 2 de maio 2019             | Zurique                    | Suíça                      | X-TRA                            |                            |                            |                            |
| 3 de maio 2019             | Munique                    | Alemanha                   | TonHalle München                 |                            |                            |                            |
| 4 de maio 2019             | Viena                      | Áustria                    | Gasometer                        |                            |                            |                            |
| 6 de maio 2019             | Berlim                     | Alemanha                   | Tempodrom                        |                            |                            |                            |
| 8 de maio 2019             | Colônia                    | Alemanha                   | Palladium                        |                            |                            |                            |
| 9 de maio 2019             | Kirchberg                  | Luxemburgo                 | LuxExpo                          |                            |                            |                            |
| 11 de maio 2019            | Hamburgo                   | Alemanha                   | Große Freiheit 36                |                            |                            |                            |
| 13 de maio 2019            | Copenhague                 | Dinamarca                  | Amager Bio                       |                            |                            |                            |
| 15 de maio 2019            | Antuérpia                  | Bélgica                    | Lotto Arena                      |                            |                            |                            |
| 16 de maio 2019            | Amesterdão                 | Países Baixos              | AFAS Live                        |                            |                            |                            |
| 18 de maio 2019            | Paris                      | França                     | Le Bataclan                      |                            |                            |                            |
| 19 de maio 2019            | Paris                      | França                     | Le Bataclan                      |                            |                            |                            |
| 21 de maio 2019            | Bournemouth                | Inglaterra                 | O2 Academy Bournemouth           |                            |                            |                            |
| 23 de maio 2019            | Southend-on-Sea            | Inglaterra                 | Cliffs Pavilion                  |                            |                            |                            |
| 24 de maio 2019            | Cardiff                    | Reino Unido                | Motorpoint Arena Cardiff         |                            |                            |                            |
| 25 de maio 2019            | Leicester                  | Inglaterra                 | De Montfort Hall                 |                            |                            |                            |
| 27 de maio 2019            | Leeds                      | Inglaterra                 | O2 Academy Leeds                 |                            |                            |                            |
| 28 de maio 2019            | Sheffield                  | Inglaterra                 | O2 Academy Sheffield             |                            |                            |                            |
| 29 de maio 2019            | Edimburgo                  | Reino Unido                | Usher Hall                       |                            |                            |                            |
| 31 de maio 2019            | Belfast                    | Reino Unido                | Belfast Waterfront               |                            |                            |                            |
| 1 de junho 2019            | Dublin                     | Irlanda                    | 3Arena                           |                            |                            |                            |
| 3 de junho 2019            | Liverpool                  | Inglaterra                 | Mountford Hall & Stanley Theatre |                            |                            |                            |
| 4 de junho 2019            | Newcastle                  | Inglaterra                 | O2 Academy Newcastle             |                            |                            |                            |
| 6 de junho 2019            | Reading                    | Inglaterra                 | The Hexagon                      |                            |                            |                            |
| 7 de junho 2019            | Swindon                    | Inglaterra                 | Oasis Leisure Centre             |                            |                            |                            |
| 8 de junho 2019            | Brighton                   | Inglaterra                 | Brighton Dome                    |                            |                            |                            |
| 10 de junho 2019           | Norwich                    | Inglaterra                 | UEA Norwich                      |                            |                            |                            |
| 12 de junho 2019           | Londres                    | Inglaterra                 | Eventim Apollo                   |                            |                            |                            |
| 13 de junho 2019           | Londres                    | Inglaterra                 | Eventim Apollo                   |                            |                            |                            |
| 16 de junho 2019           | Coventry                   | Inglaterra                 | Ricoh Arena                      |                            |                            |                            |
| 27 de junho 2019           | Seinäjoki                  | Finlândia                  | Provinssi Festival 2019          |                            |                            |                            |
| 30 de junho 2019           | Pilton                     | Inglaterra                 | Glastonbury Festival 2019        |                            |                            |                            |
| 15 de agosto 2019          | Seinäjoki                  | Finlândia                  | Provinssi Festival 2019          |                            |                            |                            |
| 17 de agosto 2019          | Hasselt                    | Bélgica                    | Pukkelpop Festival               |                            |                            |                            |
| 18 de agosto 2019          | Belfast                    | Reino Unido                | Custom House Square              |                            |                            |                            |
| 31 de agosto 2019          | Norwich                    | Inglaterra                 | Norfolk Showground               |                            |                            |                            |
| 1 de setembro 2019         | Liverpool                  | Inglaterra                 | Sefton Park                      |                            |                            |                            |